# Castello di Castione de' Baratti
Il castello di Castione de' Baratti era un maniero medievale, che sorgeva nella località di Trinzola a Castione de' Baratti, frazione di Traversetolo, in provincia di Parma.

## Storia
La fortificazione difensiva originaria fu edificata nel XIII secolo per volere del ramo Baratti dei conti di Canossa, sul versante sinistro della vallata del torrente Termina di Castione, più stabile rispetto a quello opposto ove sorgeva il borgo medievale di Castillonio.
Nel 1296 il Comune di Parma impose alla famiglia di demolire il maniero, ma i Baratti non adempirono alla richiesta e mantennero il possesso del castello, a valle del quale si sviluppò soprattutto a partire dagli inizi del XV secolo il nuovo centro abitato di Castiono Baratorum.
Nel 1417 Uguccione dei Contrari, dal 1409 signore di Guardasone e Montelugolo, sospettando che Azzo Baratti stesse complottando col marchese di Ravarano Oberto Pallavicino, lo fece arrestare e si impossessò del maniero di Castione.
Nel 1421, dopo la cessione di Parma in cambio di Reggio Emilia da parte del marchese di Ferrara Niccolò III d'Este a Filippo Maria Visconti, il feudo di Guardasone, comprendente da allora anche Traversetolo e Castione de' Baratti, fu incamerato dal Duca di Milano, che nel 1431 lo assegnò al condottiero Niccolò de' Terzi, il Guerriero, per ricompensarlo degli aiuti ricevuti. Nel 1449 il Guerriero, mal sopportando Francesco Sforza quale signore di Parma, tramò allo scopo di cacciarlo dalla città; non appena ne venne a conoscenza, il condottiero Alessandro Sforza, fratello di Francesco, attaccò il maniero di Guardasone prendendone possesso.
Nel 1466 il duca Galeazzo Maria Sforza assegnò il feudo a Giovanni e Vitaliano II Borromeo, dai quali discesero i conti Borromeo Arese.
Nella seconda metà del XVII secolo il castello di Castione fu completamente demolito per volere dei duchi di Parma Farnese.